# The Night of the Iguana (peça)
The Night of the Iguana é uma peça teatral escrita pelo autor americano Tennessee Williams. É baseado em seu conto de 1948. Em 1959, Williams encenou-a como uma peça de um ato e, nos dois anos seguintes, desenvolveu-a numa peça de longa duração, produzindo duas versões diferentes em 1959 e 1960, e chegando então à versão de três atos que estreou na Broadway em 1961. Duas adaptações cinematográficas foram feitas: o filme vencedor do Oscar de 1964, dirigido por John Huston e estrelado por Richard Burton, Ava Gardner e Deborah Kerr, e uma produção croata de 2000.

## Descrição
O reverendo T. Lawrence Shannon caracteriza a imagem ocidental de Deus como um "delinquente senil" durante um sermão e é trancado para fora de sua igreja. Shannon não é destituído, mas é internado por ter sofrido um "colapso nervoso". No México da década de 1940, algum tempo após sua libertação, o Rev. Shannon está trabalhando como guia turístico para uma agência de viagens de segunda categoria. Pouco antes da estreia da peça, Shannon é acusado de cometer estupro de uma garota de 16 anos, Charlotte Goodall, que está entre seu atual grupo de turistas.
Quando a cortina sobe, Shannon e um grupo de mulheres chegam a um hotel barato na costa do México, administrado por seus amigos Fred e Maxine Faulk. Fred morreu recentemente, e Maxine assumiu a responsabilidade exclusiva de administrar o estabelecimento.
Lutando emocionalmente, Shannon tenta controlar seu grupo de excursão, que se voltou contra ele por ter relações sexuais com a menor, e Maxine está interessada nele por razões puramente carnais. Somando-se a esse cenário caótico, a solteirona Hannah Jelkes aparece com seu avô idoso, Nonno, que, apesar de sua saúde debilitada, está compondo seu último poema. Jelkes, que sobrevive como pintor e desenhista viajante, logo fica à mercê de Maxine. Shannon, que exerce considerável influência sobre Maxine, oferece abrigo a Hannah durante a noite. O eixo principal da peça é o desenvolvimento do vínculo profundamente humano entre Hannah e Shannon.
Personagens secundários na peça incluem um grupo de turistas alemães cujas canções de marcha nazistas paradoxalmente aliviam os temas mais pesados da peça ao mesmo tempo que sugerem os horrores da Segunda Guerra Mundial; os "meninos" mexicanos que Maxine emprega para ajudar a administrar o hotel, que ignoram seus comandos lacônicos; e Judith Fellowes, a professora de canto "machista" encarregada de cuidar de Charlotte durante a viagem.
O reverendo T. Lawrence Shannon foi baseado em parte no primo e amigo próximo de Williams, o reverendo Sidney Lanier, o reitor iconoclasta da Igreja Episcopal de St. Clement, em Nova York. Lanier foi uma figura significativa na cena teatral de Nova York nas décadas de 1950 e 1960, iniciou um Ministério para as Artes Teatrais e se tornou cofundador do experimental American Place Theatre em 1962. Lanier renunciou ao ministério em maio de 1965.

## Produção original da Broadway
A peça estreou na Broadway, no Royale Theatre, em 28 de dezembro de 1961, e teve 316 apresentações. O filme foi estrelado por Patrick O'Neal como Rev. Shannon, a vencedora de dois Oscars Bette Davis como Maxine e Margaret Leighton como Hannah. Davis deixou a produção após quatro meses e foi substituído por Shelley Winters.
Maxine, o papel de Davis, é uma mulher cheia de energia, com algumas boas falas cômicas, que fica fora do palco durante uma parte significativa da peça, enquanto Hannah está no palco. A peça contou com Louis Guss, Bruce Glover, James Farentino e Alan Webb como o avô moribundo a quem Hannah é devotada. A produção foi dirigida por Frank Corsaro. (Em suas memórias, Dark Victory, Davis escreveu que proibiu Corsaro de participar dos ensaios pouco antes da estreia). A peça foi indicada ao prêmio Tony de Melhor Peça. Leighton, como Hannah, ganhou o prêmio Tony de Melhor Atriz em Peça.

## Versões de filmes
Predefinição:Main article
John Huston dirigiu o filme de 1964 e coescreveu o roteiro com Anthony Veiller. O filme é estrelado por Richard Burton como Rev. Shannon, Ava Gardner como Maxine e Deborah Kerr como Hannah. O elenco inclui Sue Lyon, Cyril Delevanti, Grayson Hall (que recebeu uma indicação ao Oscar de Melhor Atriz Coadjuvante por sua atuação como Miss Fellowes) e Barbara Joyce (que mais tarde se tornou uma artista aclamada).
O filme ganhou o Oscar de Melhor Figurino (P&B) e foi indicado para Direção de Arte e Fotografia (por Gabriel Figueroa), bem como pela atuação de Hall.
O filme elimina os turistas nazistas e o personagem Jake Latta, e Shannon é demitida por meio de um telefonema cômico.
Uma adaptação cinematográfica croata, dirigida por Janusz Kica, foi lançada em 2000.

## Reavivamento de 1975-1976 (LA e Broadway)
Joseph Hardy dirigiu uma remontagem que ocorreu de 19 de dezembro de 1975 a 31 de janeiro de 1976 no Ahmanson Theatre em Los Angeles. O elenco foi encabeçado por Richard Chamberlain (Reverendo Shannon), Eleanor Parker (Maxine Faulk), Dorothy McGuire (Hannah Jelkes), Raymond Massey (Jonathan "Nonno" Coffin) e Allyn Ann McLerie (Miss Judith Fellowes): os membros do elenco em destaque foram Susan Lanier (Charlotte Goodall), Jennifer Savidge (Hilda), Norma Connolly (Frau Fahrenkopf), Michael Ross Verona (Herr Fahrenkopf), Benjamin Stewart (Jake Latta), Ben Van Vacter (Wolfgang), Matt Bennett (Hank), José Martin (Pedro) e Ricardo Landeros (Pancho).
A produção foi encenada no Circle in the Square Theatre na Broadway, com uma temporada limitada de 16 de dezembro de 1976 a 20 de fevereiro de 1977, com três reformulações entre os atores principais: Sylvia Miles (Maxine), William Roerick (Nonno) e Barbara Caruso (Miss Fellowes). Junto com Savidge, Stewart, Van Vacter e Bennett reprisando seus papéis em Los Angeles, o elenco de apoio era composto por Allison Argo (Charlotte Goodall), Gary Tacon (Pedro), William Paulson (Pancho), John Rose (Herr Fahrenkopf) e Amelia Laurenson (Frau Fahrenkopf). A produção da Broadway contou com cenário e iluminação de H. R. Poindexter, e figurinos de Noel Taylor, com Randall Brooks como gerente de palco da produção e James Bernadi como gerente de palco.

## Outras produções teatrais

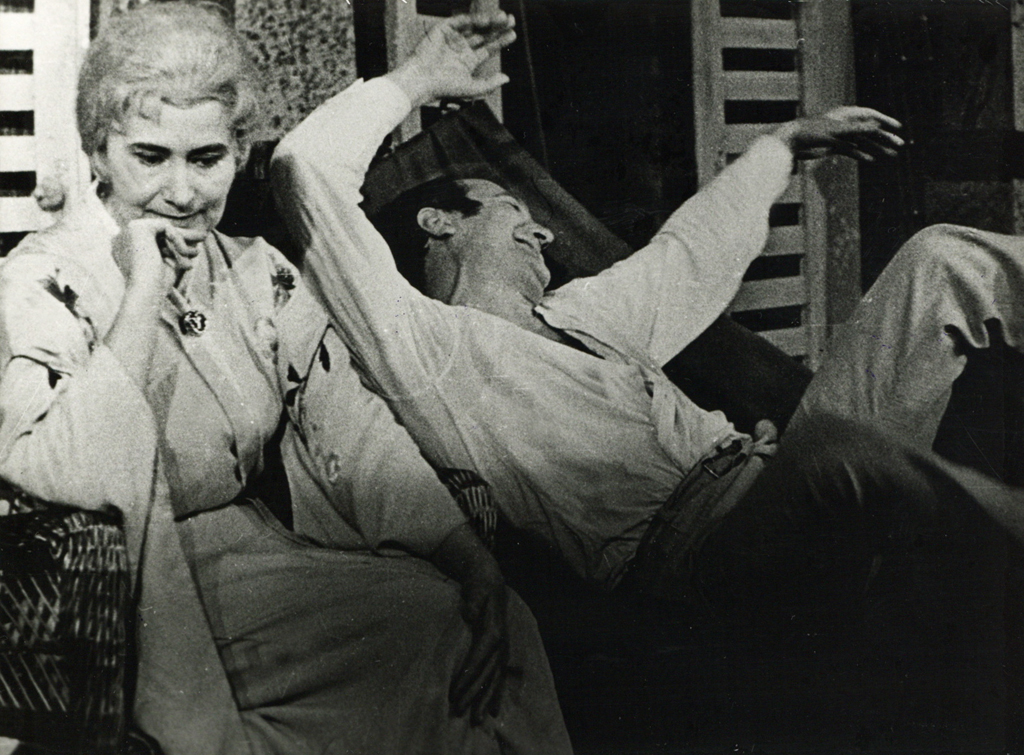
A peça do Teatro Nacional Esloveno de Maribor em 1969

- O Circle in the Square Theatre encenou uma reestreia em 1988, estrelando Nicolas Surovy como Rev. Shannon, Jane Alexander como Maxine e Maria Tucci como Hannah.
- Em 1996, uma remontagem da Broadway dirigida por Robert Falls, apresentou William Petersen como Rev. Shannon, Marsha Mason como Maxine e Cherry Jones como Hannah. Isto foi baseado em uma produção de 1994 encenada pelo Goodman Theatre em Chicago.
- Em Londres, uma produção de 1992 no Royal National Theatre contou com performances de Alfred Molina como Rev. Shannon e Eileen Atkins como Hannah. Esta produção foi dirigida por Richard Eyre.
- Uma produção aclamada pela crítica em 2005 no Lyric Theatre em Londres estrelou Woody Harrelson como Rev. Shannon, Clare Higgins como Maxine e Jenny Seagrove como Hannah. Esta produção foi dirigida por Anthony Page.
- Em 2017, a produção do American Repertory Theater incluiu James Earl Jones como Nonno, Amanda Plummer como Hannah, Dana Delany como Maxine e Bill Heck como Rev. Shannon.
- Em 2019, o Noël Coward Theatre no West End de Londres exibiu uma produção por tempo limitado de James Macdonald, estrelando Clive Owen como Rev. Shannon, Anna Gunn como Maxine, Lia Williams como Hannah, Julian Glover como Nonno e Finty Williams como Miss Fellowes. [8]
- Em 2023, o Pershing Square Signature Center exibiu uma produção da La Femme Theatre Productions,[9] dirigida por Emily Mann e estrelada por Austin Pendleton como Nonno, Daphne Rubin-Vega como Maxine, Jean Lichty como Hannah e Tim Daly como Rev. Shannon.[10]

## Na cultura popular
"Night of the Iguana" é uma canção de Joni Mitchell do seu álbum Shine de 2007. É uma adaptação temática e lírica da peça de Tennessee Williams.